# Ammotrypane grandis
Ammotrypane grandis är en ringmaskart som beskrevs av Pillai 1961. Ammotrypane grandis ingår i släktet Ammotrypane och familjen Opheliidae. Inga underarter finns listade i Catalogue of Life.